# Weisshorn

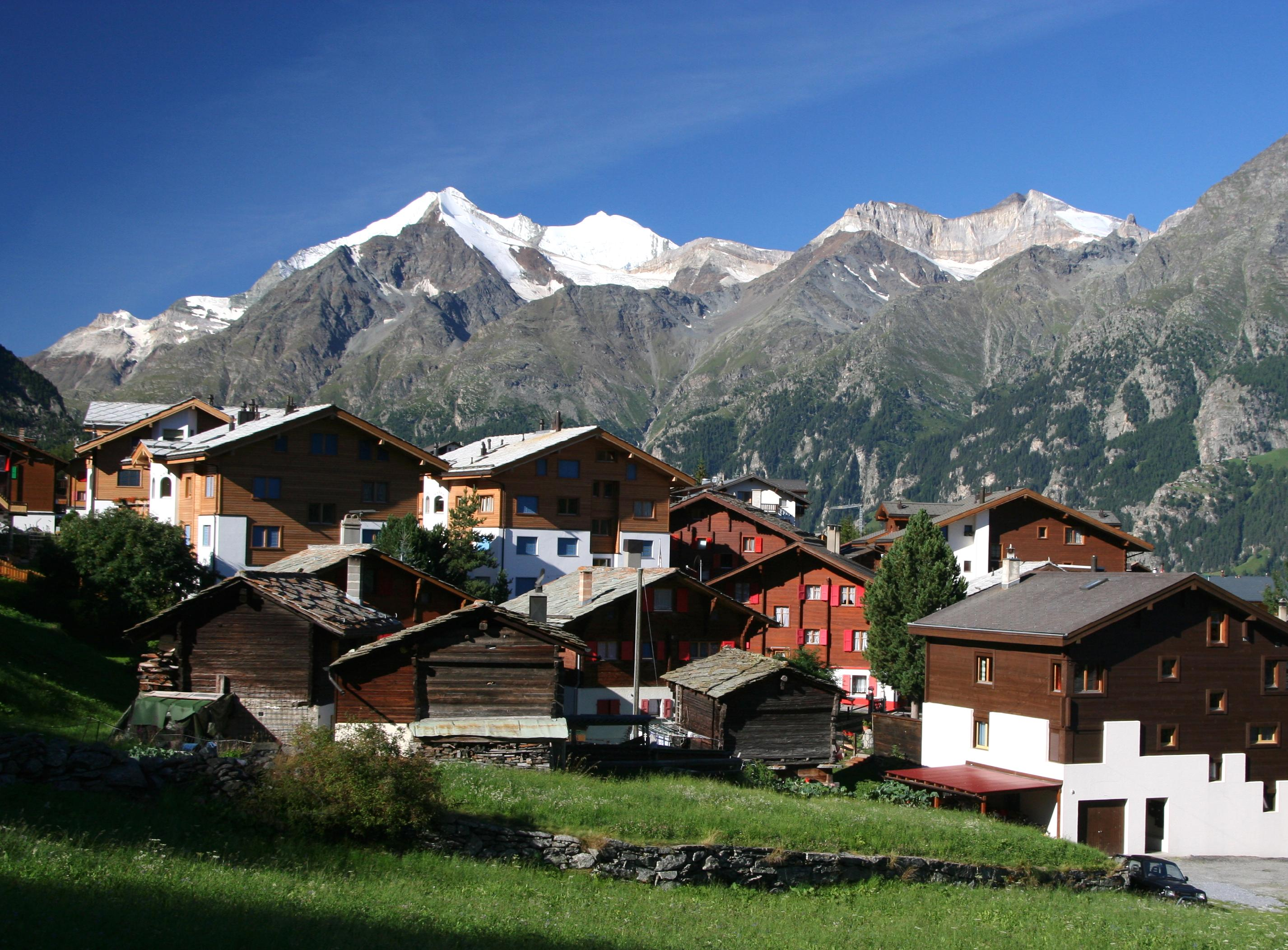
Grächen, med Weisshornmassivet i bakgrunden

Weisshorn är ett berg i kantonen Valais i Schweiz med ett nästan pyramidformigt utseende. Bergets topp ligger på 4 506 meter över havet.

## Första bestigning
Weisshorn bestegs för första gången den 19 augusti 1861. Tre bergsklättrare, däribland den irländske fysikern John Tyndall, startade i Steinhaus och klättrade över bergets östra kant till toppen.
Den mera svårtillgängliga södra kanten bestegs för första gången den 2 september 1895. Norra kanten är inte lika anspråksfull och den klättrades först den 21 september 1898.

## Helikopterolyckan 1983
Den 31 juli 1983 letade en helikopter av märket Aérospatiale Alouette III efter två alpinister. I helikoptern förutom piloten fanns en flygassistent och en bergsguide. Helikoptern havererade på en glaciär och förstördes. Flygassistenten dog av sina skador, de andra två överlevde med svåra skador. Även de saknade alpinisterma hittades senare döda.